# 4 Charkowski Pułk Ułanów
4 Charkowski pułk ułanów (ros. 4-й Харьковский уланский полк) – pułk kawalerii okresu Imperium Rosyjskiego, sformowany 5 września 1651 za panowania Aleksego I Romanowa.
Święto pułkowe: 5 września (rocznica sformowania). Dyslokacja w 1914: Białystok.

## Przyporządkowanie 1 stycznia 1914
- 6 Korpus Armijny – Białystok
  - 4 Dywizja Kawalerii – Białystok
    - 1 Brygada Kawalerii – Białystok
      - 4 Charkowski pułk ułanów – Białystok

Ułan 4 pułku ułanów